# Limnophila (Limnophila) austroalpina
Limnophila (Limnophila) austroalpina is een tweevleugelige uit de familie steltmuggen (Limoniidae). De soort komt voor in het Australaziatisch gebied.